# Hadenoecus cumberlandicus
Hadenoecus cumberlandicus är en insektsart som beskrevs av Theodore Huntington Hubbell och Norton 1978. Hadenoecus cumberlandicus ingår i släktet Hadenoecus och familjen grottvårtbitare. Inga underarter finns listade i Catalogue of Life.